# Gösta Holmér
Gustaf (Gösta) Rickard Mikael Holmér, född 23 september 1891 i Djursdala, Kalmar län, död 22 april 1983, var en svensk friidrottare som tävlade för Upsala studenters idrottsförening. Holmér specialiserade sig på tiokamp och häcklöpning men tävlade även framgångsrikt i femkamp. Han var far till länspolismästaren Hans Holmér och professorn i romanska språk Gustaf Holmér.

## Biografi
Holmér avlade studentexamen i Linköping och blev student vid Uppsala universitet 1912, genomgick reservofficersutbildning och blev löjtnant i Göta livgardes (I 2) reserv 1916, varifrån han avgick 1924, var medarbetare i Idrottsbladet 1915–1959, idrottsredaktör på Hufvudstadsbladet i Helsingfors, redaktionssekreterare för finländska Idrottsbladet 1921–1925, chefsinstruktör på Svenska friidrottsförbundet 1925–1957, för friidrott i Olympiska spelen 1928, 1932, 1948, 1952 och 1956 samt medarbetare i Dagens Nyheter från 1960. Holmér är svensk friidrotts stor grabb nummer 19. 
År 1912 var han med vid olympiska sommarspelen i Stockholm och blev fyra i tiokamp. Men när segraren Jim Thorpe året därpå blev diskvalificerad för brott mot amatörbestämmelserna, fick Holmér bronsmedaljen. 1982 omprövades Thorpes placering och Holmér återsattes på fjärde plats. I femkampen blev han utslagen efter fyra grenar. 1920 var Holmér åter med i OS då han slutade fyra i tiokampen och blev utslagen i försöken på den korta häcken. I SM har Holmér 10 guld fördelade på femkamp 1912–1913, 1915, 1917 och 1920, i tiokamp 1913 och 1917–1919 samt på 110 m häck 1913.
Holmér gav ut flera instruktionsböcker om friidrottsträning och introducerade träningsformen fartlek, som under efterkrigstiden fick stor internationell spridning.
Gösta Holmérvar son till komministern Carl Johan Holmér. Han är begraven på Djursdala kyrkogård.